# Заїченко Олександр Олександрович
Олекса́ндр Олекса́ндрович Заїченко — підполковник Збройних сил України, 79-та окрема аеромобільна бригада, 218 оцз.

## Нагороди
21 жовтня 2014 року — за особисту мужність і героїзм, виявлені у захисті державного суверенітету та територіальної цілісності України, вірність військовій присязі під час російсько-української війни, відзначений — нагороджений орденом «За мужність» III ступеня.